# LoQueYoTeDiga
"LoQueYoTeDiga" és un grup de periodistes i documentalistes que van realitzar des de 1989 fins a 2009 el programa setmanal "El Cine de LoQueYoTeDiga" en la Cadena SER els dissabtes, programa dedicat, com el seu propi nom indicava, al món del cinema. Actualment, El Cine de LoQueYoTeDiga és una de les webs de referència de cinema gràcies a l'impuls de continguts i de modernització, inclosa la transició al llenguatge podcast, secundant-se en una àmplia xarxa comunitària d'usuaris.

## Format
El programa d' El Cine de LoQueYoTeDiga presentava les estrenes de la setmana, amb un estil desenfadat però alhora rigorós. Mostra d'aquest rigor eren les nombroses seccions de temporada (generalment hi havia una renovació de continguts cada 6 mesos) de les quals constava el programa: "personatges de la història del cinema espanyol", "les escenes que ens van fer cantar", etc. No es limitaven al present, sinó que també recuperaven el passat amb reportatges temàtics i seccions elaborades trufadas de corts, documentació i un estil informatiu, didàctic i amè recolzant-se també en anècdotes, curiositats i dramatitzacions.
Entre els seus personatges més recordats es trobava Teófilo Necrófilo, suposadament un petit nen psicòpata (caníbal com el seu oncle Hannibal Lecter) encarregat de fer les crítiques a les estrenes de la setmana des de la seva cel·la en el psiquiàtric, a la qual acudia un reporter atabalat anomenat Antonio Lavirgen. De la mateixa manera l'anomenat Videotrón era una màquina amb veu digital que s'encarregava de realitzar els reportatges de les pel·lícules que havien sortit en VHS/DVD i de llegir els correus electrònics i missatges de veu que enviaven els oïdors. També a destacar el corresponsal a Los Angeles, Raymundo Hollywood, amant dels canapès i de les tafaneries de les estrelles, i Jack Bourbon, detectiu cinematogràfic que sempre plantejava un joc als oïdors com a hereu dels grans personatges del cinema negre.
La composició del grup de "LoQueYoTeDiga" estava compost per Carlos López-Tapia, director; Antonio Martínez, Elio Castro, Juan Zavala, Diana Pérez, redactors, crítics; Gloria Núñez, actriu; i Marisa Bas i Ana Ferreiro, documentalistes. En els seus començaments van ser guionistes del programa "Viaje con nosotros", presentat per Javier Gurruchaga a TVE i de l'espai d'humor dins de l'informatiu "Hora 25" de la Cadena SER en la primera meitat de la dècada de 1990, quan aquest programa durava 4 hores. En la seva formació inicial es trobava el periodista Máximo Pradera.
En 2003, Antonio Martínez, Elio Castro i Juan Zavala publiquen sota el nom conjunt de "LoQueYoTeDiga" el llibre titulat El cine contado con sencillez de la editorial MAEVA, de l'editorial MAEVA, en què desgranaven la història del cinema de manera senzilla. L'experiència literària va ser tan positiva que, a l'octubre de 2007, els mateixos autors van llançar una segona part anomenada El cine español contado con sencillez.
El juliol de 2006 va deixar el programa María Guerra, un dels noms més recognoscibles en l'equip, després de 15 anys, i fou substituïda per Diana Pérez.
Després de 20 anys d'emissió, el 3 d'abril de 2009 l'equip del programa va comunicar la desaparició del mateix en conversa amb Carles Francino a Hoy por hoy i amb Gemma Nierga, a "La ventana" de la Cadena SER i van rebre l'homenatge dels companys. L'última emissió es va realitzar el dissabte 4 d'abril de 2009. Es va anunciar que totes les persones que ho realitzaven anaven a seguir vinculades a la Cadena SER.
Des de febrer de 2004, Nacho Gonzalo és el director de la transformació digital del programa en la web i el podcast "El Cinema de LoQueYoTeDiga". Un lloc en el qual es continua amb un estil directe i inconfusible en la informació cinematogràfica des de diferents perspectives com el cinema, estrenes, pel·lícules, reportatges, actualitat, sèries i la carrera dels Oscar.

## Guardons
En 2002 el programa va rebre l'Antena de Plata lliurada per la Federació d'Associacions de Ràdio i Televisió', destacant-se la seva labor divulgativa, i en 2004 va ser mereixedor de la medalla del Cercle d'Escriptors Cinematogràfics a la millor labor periodística. El 2007 va rebre el Premi de l'Associació d'Usuaris d'Internet (AUI) a la millor labor periodística d'Internet.